# Fejervarya sakishimensis
Espèce
Fejervarya sakishimensis est une espèce d'amphibiens de la famille des Dicroglossidae.

## Répartition
Cette espèce se rencontre dans le sud de l'archipel Nansei au Japon et à Taïwan entre 400 et 1 250 m d'altitude.

## Étymologie
Son nom d'espèce, composé de sakishim[a] et du suffixe latin -ensis, « qui vit dans, qui habite », lui a été donné en référence au lieu de sa découverte, l'archipel Sakishima.

## Publication originale
- Matsui, Toda & Ota, 2007 : A new species of frog allied to Fejervarya limnocharis from southern Ryukyuas, Japa (Amphibia: Ranidae). Current Herpetology, Kyoto, vol. 26, no 2, p. 59-63.